# Бологаја (Муреш)
Бологаја (рум. Bologaia) насеље је у Румунији у округу Муреш у општини Погачауа. Oпштина се налази на надморској висини од 360 m.

## Становништво
Према подацима из 2002. године у насељу је живело 37 становника, од којих су сви румунске националности.